# رينالدو يونغ
رينالدو يونغ (بالإسبانية: Reynaldo Young)‏ هو ملحن أوروغواياني، ولد في 1966.